# Osuské
Osuské (in ungherese Aszós) è un comune della Slovacchia facente parte del distretto di Senica, nella regione di Trnava.